# Oxyagrion pavidum
Oxyagrion pavidum är en trollsländeart som först beskrevs av Hagen in Selys 1876.  Oxyagrion pavidum ingår i släktet Oxyagrion och familjen dammflicksländor. Inga underarter finns listade i Catalogue of Life.